# Recent Songs
Recent Songs és el setè àlbum, sisè d'estudi, del cantautor canadenc Leonard Cohen aparegut el 1979. Va ser produït per Henry Lewy i per Cohen mateix, va suposar un retorn a l'acústica folk després de l'experiència de Phil Spector i el disc Death of a Ladies' Man, tot i que va incorporar sonoritats jazz i orientals.
En aquest àlbum hi va col·laborar el violinista gitano Raffi Hakopian, l'armeni John Bilezikjian que toca el llaüt i un grup mariatxi mexicà. També s'hi pot trobar Jennifer Warnes, col·laboradora habitual de Cohen. Els membres del grup Passenger que Cohen que va retrobar gràcies a Joni Mitchell que col·laboren en quatre cançons. També van acompanyar Cohen durant la gira del 1979. Mitchell va presentar també a Cohen l'ingenier de so Henry Lewy, que va produir el disc. Garth Hudson del grup The Band també és present en una de les cançons.

## Peces destacades
Came so far for Beauty és una peça rescatada del disc inacabat Songs for Rebecca del 1975, tot i que en va canviar la sonoritat amb corns.
Ballad of the Absent Mare té una lletra metafòrica basada en un text del xinès del segle xx anomenat Els deu toros del mestre Ka-Kuan. La peça ha estat versionada per diversos artistes.

## Llista de temes
1. The Guests
2. Humbled In Love
3. The Window
4. Came So Far For Beauty (Leonard Cohen/John Lissauer)
5. Un Canadien Errant (The Lost Canadian, Antoine Gérin-Lajoie)
6. The Traitor
7. Our Lady Of Solitude
8. The Gypsy's Wife
9. The Smokey Life
10. Ballad Of The Absent Mare